# Jörg Kracht

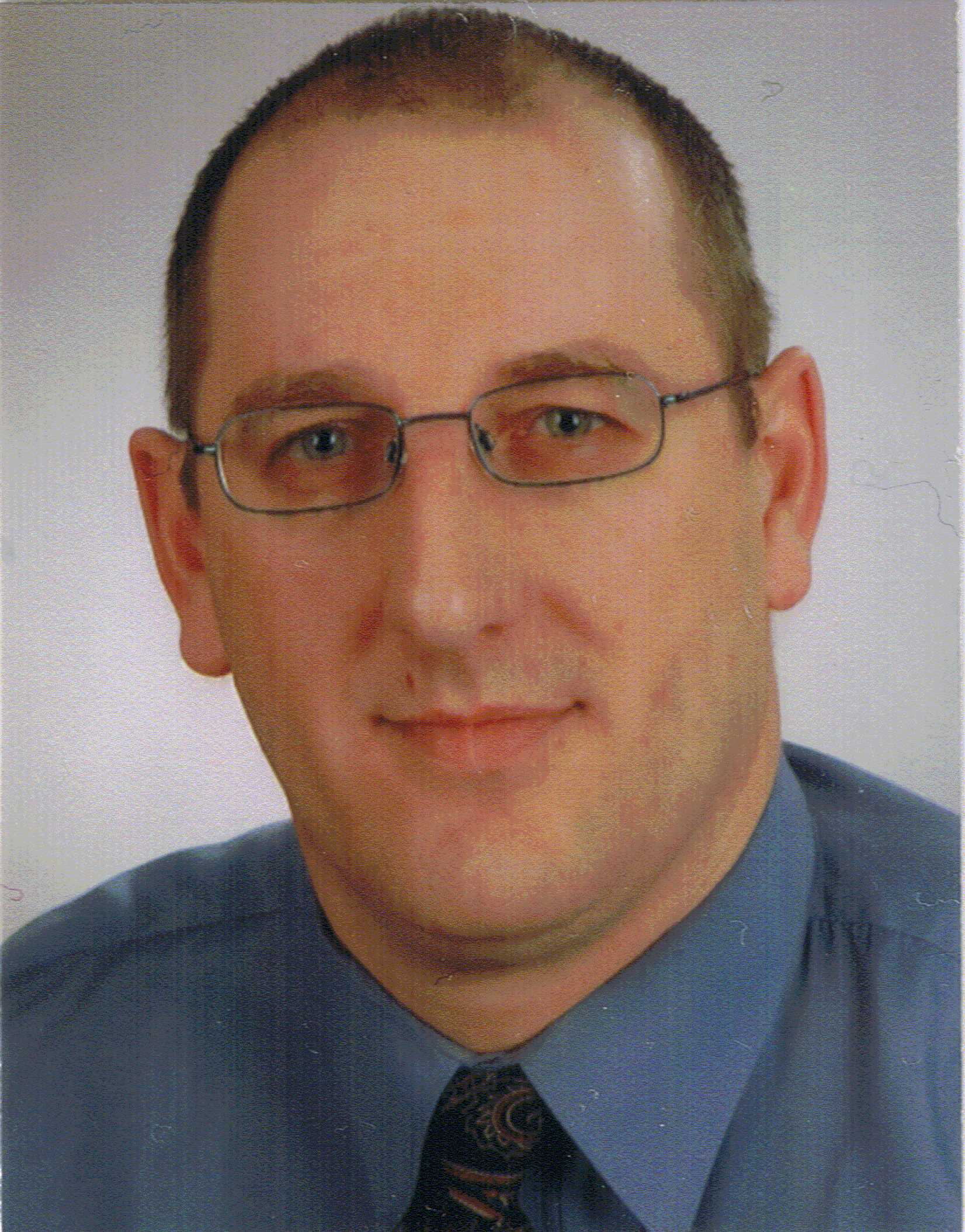
Jörg Kracht

Jörg Kracht (* 4. August 1963 in Sassnitz) ist ein deutscher Fernschachspieler, Fernschachschiedsrichter und Turnierorganisator.
Er ist als Turnierdirektor Mitglied des Vorstandes des Deutschen Fernschachbundes. 
Jörg Kracht war NTCC (Non Title Tournament Commissioner) beim ICCF und Admin-Sprecher (Vorstand) im Deutschen E-Mail-Schachclub (DESC). Er wohnt in Neubrandenburg.
Seit 2001 trägt er den Titel Internationaler Meister im Fernschach. Die Normen hierfür erzielte er auf Normenturnieren in den Jahren 2000 und 2001. Seine Elo-Zahl im Fernschach beträgt 2469 (Stand: 1. April 2025).

## Erfolge
- Internationaler Meister (IM) ICCF seit 2001
- Internationaler Schiedsrichter (IA) ICCF seit 2011
- Silver Bertl von Massow Medal 2016
- Gold Bertl von Massow Medal 2022